# Robert Mejía
Robert Andrés Mejía Navarrete (Puerto Tejada, Colombia; 6 de octubre de 2000) es un futbolista Colombiano que juega como centrocampista en el Once Caldas de la Liga Betplay de Colombia.

## Trayectoria
El joven caucano inició en las divisiones menores del Universitario Popayán, empezando su recorrido en el fútbol profesional en el año 2016.

### Once Caldas
Se vinculó al equipo caldense en el año 2019. Debutó el sábado 19 de septiembre del 2020 (fecha en que se reanudó el Campeonato colombiano, previamente suspendido a causa de la pandemia), partido que su equipo ganó 1-3 a Millonarios FC en el Estadio El Campín de Bogotá.
El 1 de noviembre de ese año, marcó su primer gol como profesional, y por ende en el equipo; partido que se empató 1-1 contra el DIM en Medellín.
El 5 de septiembre del 2021, se reportó con gol, en el empate a 1 frente al Atlético Bucaramanga en el Estadio Palogrande de Manizales.

## Selección nacional
Fue internacional con la Selección Colombia sub-17 en la Copa Mundial de Fútbol Sub-17 2017, que se llevó a cabo en la India. Disputó 4 partidos con la Selección Nacional.

### Participación de sudamericano sub-17 de 2017
| Campeonato                  | Sede  | Resultado  | Partidos | Goles |
| --------------------------- | ----- | ---------- | -------- | ----- |
| Sudamericano Sub-17 de 2017 | Chile | Fase final | 9        | 0     |

### Participaciones en Copas del Mundo
| Mundial                     | Sede  | Resultado        | Partidos | Goles |
| --------------------------- | ----- | ---------------- | -------- | ----- |
| Copa Mundial Sub-17 de 2017 | India | Octavos de final | 4        | 0     |

## Clubes
| Club                 | País     | Año           |
| -------------------- | -------- | ------------- |
| Boca Juniors de Cali | Colombia | 2016 - 2018   |
| Once Caldas          | Colombia | 2020-2023     |
| Giresunspor          | Turquía  | 2022-2023     |
| Atlético Nacional    | Colombia | 2023-2024     |
| Once Caldas          | Colombia | 2024-presente |
| FC Khimki            | Rusia    | 2025          |

## Estadísticas
| Club                            | Div           | Temporada     | Liga  | Liga  | Copas | Copas | Internacional | Internacional | Total | Total |
| Club                            | Div           | Temporada     | Part. | Goles | Part. | Goles | Part.         | Goles         | Part. | Goles |
| ------------------------------- | ------------- | ------------- | ----- | ----- | ----- | ----- | ------------- | ------------- | ----- | ----- |
| Boca Juniors de Cali · Colombia | 2.a           | 2016          | 20    | 0     | 4     | 0     | -             | -             | 24    | 0     |
| Boca Juniors de Cali · Colombia | 2.a           | 2017          | 9     | 0     | 2     | 0     | -             | -             | 11    | 0     |
| Boca Juniors de Cali · Colombia | 2.a           | 2018          | 17    | 0     | 0     | 0     | -             | -             | 17    | 0     |
| Boca Juniors de Cali · Colombia | Total club    | Total club    | 46    | 0     | 6     | 0     | 0             | 0             | 52    | 0     |
| Once Caldas · Colombia          | 1.a           | 2020          | 17    | 1     | 2     | 0     | -             | -             | 19    | 1     |
| Once Caldas · Colombia          | 1.a           | 2021          | 33    | 1     | 0     | 0     | -             | -             | 33    | 1     |
| Once Caldas · Colombia          | 1.a           | 2022          | 17    | 1     | 4     | 0     | -             | -             | 21    | 1     |
| Once Caldas · Colombia          | Total club    | Total club    | 67    | 3     | 6     | 0     | 0             | 0             | 73    | 3     |
| Giresunspor Turquía             | 1.a           | 2022-23       | 29    | 1     | 4     | 0     | -             | -             | 33    | 1     |
| Giresunspor Turquía             | Total club    | Total club    | 29    | 1     | 4     | 0     | 0             | 0             | 33    | 1     |
| Atlético Nacional · Colombia    | 1.a           | 2023          | 21    | 0     | 7     | 1     | -             | -             | 28    | 1     |
| Atlético Nacional · Colombia    | 1.a           | 2024          | 6     | 1     | 0     | 0     | 1             | 0             | 7     | 1     |
| Atlético Nacional · Colombia    | Total club    | Total club    | 27    | 1     | 7     | 1     | 1             | 0             | 35    | 2     |
| Total carrera                   | Total carrera | Total carrera | 169   | 5     | 7     | 1     | 1             | 0             | 190   | 6     |

## Palmarés

### Títulos nacionales
| Título        | Equipo            | País     | Año  |
| ------------- | ----------------- | -------- | ---- |
| Copa Colombia | Atlético Nacional | Colombia | 2023 |

### Títulos internacionales
| Título              | Equipo          | País     | Año  |
| ------------------- | --------------- | -------- | ---- |
| Juegos Bolivarianos | Colombia Sub-17 | Colombia | 2017 |